# Красностав (Польща)
Красностав (Краснистав, пол. Krasnystaw) — місто в східній Польщі, на річці Вепр. Адміністративний центр Красноставського повіту Люблінського воєводства.

## Назва
Згідно з легендою, польський король Владислав Ягайло, проводжаючи з Кракова до Львова руську князівну Софію з Гольшанських, у яку був закоханий, зупинився на обід у селі Щекареві королівства Русі. До страви місцевим старостою був поданий короп із шафраном, який дуже сподобався князівні. Виїжджаючи з замку, вона побачила ставок, де розводилася та риба, і в захопленні сказала: «Ото красний став!» На згадку про те, король Владислав зробив село Щекареве містом Красноставом, а зображення двох коропів розмістив на місцевому гербі.

## Історія

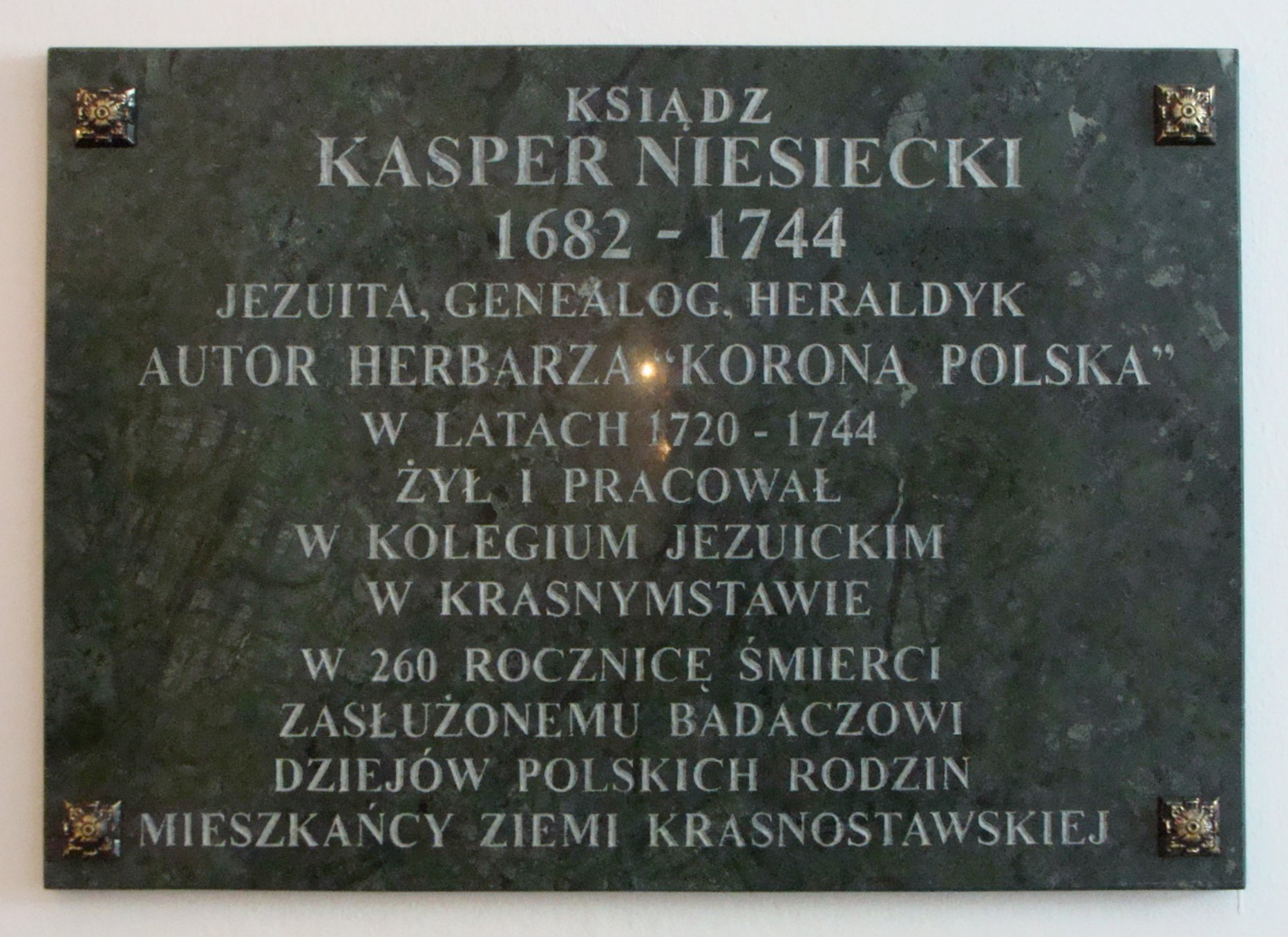
Пам'ятна дошка К.Нєсєцкому на колишньому єзуїтському колегіумі. Красностав, Польща

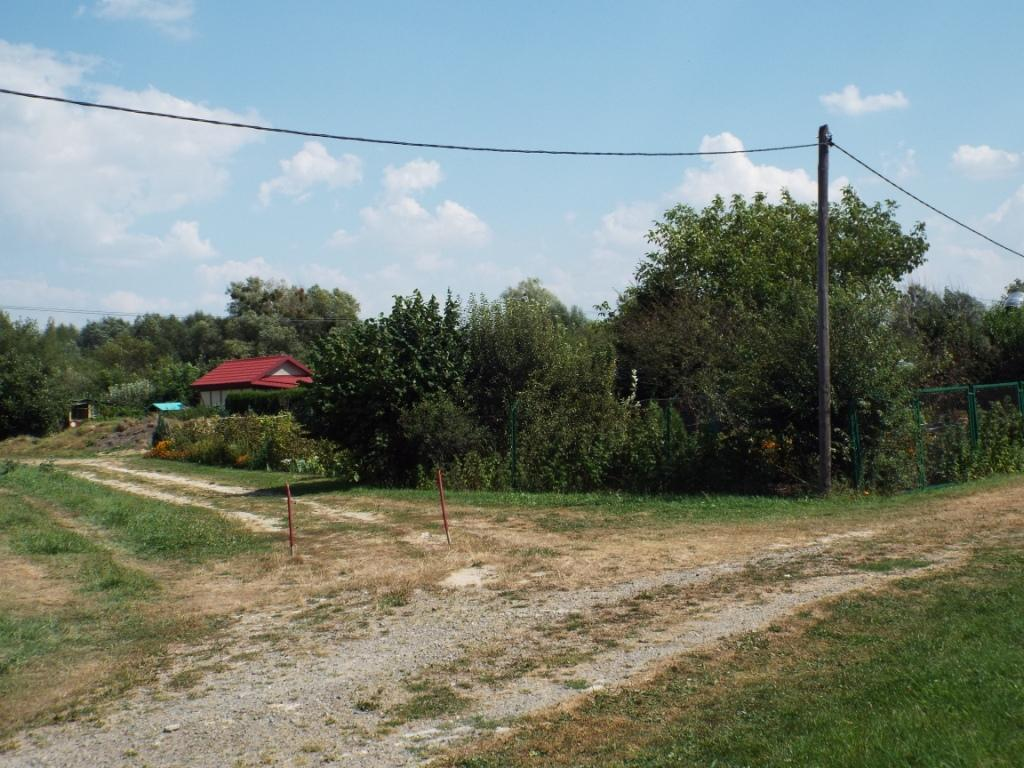
Загальний вигляд місця, де, імовірно, розташовувалося городище Щекарів, Красностав, Польща

Красностав виник поруч давньоруського граду Щекарева. Як зазначає К. Столецький (2008), Якуб Суша — холмський греко-католицький єпископ в XVII ст. записав народний переказ про те що Щекарів був закладений одним з київських братів — Щеком. Укріплення мало лежати на торговельному шляху від бродів на Бузі в районі Городла до Вепря, по дорозі на Люблін. У XII ст. Щекарів лежав на приграниччі холмських та червенських волостей. Аналіз сучасного планування Красноставу свідчить, що сучасна вулиця Коловорот, яка півколом огинає село з півночі і обривається на березі Вепря, колись могла вести до переправи на ньому. Така локалізація може свідчити про розміщення тут поселення (див. тут). На південний-схід від описуваного поселення розташовується округлий горб, на якому могло розміщуватися Щекарівське городище (див. тут). Існують деякі підтвердження такої гіпотези, які можна знайти в холмських судових записах. Зокрема, запис 1470 р. розповідає, що тут біля підніжжя городища працював млин. Другий запис про продаж землі згадує в 1473 р. «узгір'я городище». Археологічні розвідки на території Красноставу свідчать про інтенсивне поселення в X—XIII ст.

Таким чином, можна припустити що землі Щекарева простягалися на південь від поселення та городища аж до гирла Жолкевки до Вепря. Імовірно городище утворилося ще в X—XI ст. На початку XIII ст. згадувалося як городище та центр волості. Зокрема у 1219 р. літопис Єпатієвський повідомляє:
Приде Лестко на Данила к Щекаревоу бороня идти емоу на помощь Мьстиславоу тестю своемоу.
Тобто Лешек Білий перегородив дорогу Данилові, який ішов до Галича на зустріч з Мстиславом. Порівняльний аналіз джерел свідчить що описувані події дійсно могли відбутися в 1220 чи 1221 р. Щекарів пережив напад монголів, про що свідчить згадка про нього наприкінці XIII ст., коли нащадки Данила змушені були брати участь у татарських нападах на сусідів. З цього часу походить другий запис про Щекарів, коли мазовецький князь Болеслав II, скориставшись з відсутності руських князів, напав та знищив села біля Щекарева, хоча його самого здобути не міг:
...оусмотривь време таково пришедь во двоу стоу вовоева вкола Щекерева и взя десять сел и тако идяшеть назад с великою гордостью… ако всю землю вземь.
Ця подія могла мати місце в 1285 р. Кінець існуванню старого Щекарева принесло загарбання прикордоння Казимиром Великим. Король розпорядився звести замок на новому місці. В 1377 р. вже згадується Красностав.
За Казимира Великого на південь від місця літописного Щекарева зведено новий мурований замок, який розташовувався на місці сучасного стадіону на березі Вепря. Локація міста відбулася в 3 березня 1394 р. за правління Володислава Ягайла. В ній місто фігурувало ще як Щекарів. Красностав, був повітовим центром у Холмській землі Руського воєводства Корони Польської.
За Казимира Ягелончика Красностав, як і Холм, разом з іншими містечками Холмщини, був місцем зимівлі війська відповідального за охорону кордону від татар. У XVI ст. тут діяли 2 православні церкви, русини-українці складали близько 1/3 мешканців (за даними деяких істориків, були навіть більшістю). Королі Сигізмунд І та Сигізмунд Август надавали Красноставу численні привілеї, щоб відродити його значення. В результаті місто почало знову розквітати. Важливе значення становили його сучасні оборонні споруди. Додаткове значення Красноставу надавала судноплавність Вепря, який включався в т. звану руську торговельну дорогу — Вепрем та Бугом до Вісли.
Розташований на західному березі Вепря, Красностав розташовувався фактично на межі зони компактного проживання русинів-українців. На захід від Красноставу найбільш висунутою на захід церквою був православний храм згадуваний в 1492 р. в Ченстоборовичах (Częstoborowice).
Міщани-русини боролися з засиллям поляків та німців, які намагалися обсісти усі органи міської влади. Так, в 1523 р. русини Красноставу скаржилися до короля Сигізмунда І, що поляки не допускають їх до влади в місті. На це король видав їм документ, що вони на рівні з католиками мають право до участі в самоврядуванні. Конфлікти однак тривали, бо Стефану Баторію прийшлося повторювати, що представники усіх віросповідань мають рівні права в самоврядуванні.
З русинами з Красноставу пов'язана анекдотична історія з продажем тисячі молдавських волів. В 1545 р. русини-купці Барзобогаті з Красноставу взяли в молдовського господаря Петра на продаж 1000 волів. Але грошей так йому і не віддали. В справу мав втрутитися король Сигізмунд Август. Незважаючи на це, Барзобогаті отримали шляхетство. Таким чином, красуня Ануся Борзобогата-Красенська з трилогії Г. Сенкевича походила з родини русинів-купців, які збагатилися та отримали шляхетство. Загалом для тогочасних багатих руських міщан та шляхти було звичайним явищем переходити на католицизм та полонізуватися.
Церкви Красноставу мали посвяту на честь св. Параскеви та Пресвятої Трійці. Вважається що перша дерев'яна церква могла існувати в Красноставі ще у XIII ст. Церква св. Параскеви знаходилася в межах міських мурів біля Люблінської брами і існувала вже в XVI ст.
У 1542 р. міщани Красноставу добилися королівської згоди Сигізмунда Августа на будівництво другої церкви св. Трійці, яку закінчено в 1544 р. Споруда цієї церкви мала три зовнішніх брами, одна з яких була залізною, чотири вікна, баню вкриту міддю та позолотою та великий позолочений хрест. Як на ті часи церква мала багате оздоблення та образ Богородиці. Інтер'єр був пофарбований у зелений колір, а гзімзи були позолочені, на внутрішній поверхні бані було зображено зірки на лазурному тлі. При церкві було побудовано шпиталь для бідних та школу для молоді.
У 1638 р. М. Терлецький змінив православні церкви Красноставу на греко-католицькі. На виконання наказу короля Володислава IV про можливість існування в містечках однієї православної церкви, Троїцька церква мала перейти до православних. Однак конфлікт тривав. В 1633 р. церкву Трійці знову захопили греко-католики. Після того війська Хмельницького два рази захоплювали Красностав, повертаючи церкви православним. Відповідно до Зборовської угоди, церкви Красноставу мали стати православними. Після битви під Берестечком обидві церкви Красноставу знову стали греко-католицькими. В 1793 р. дві церкви нараховували лише 67 парафіян.
У 1696—1718 городським суддею Красноставським був Карол Рей.
У 1800 році, коли в Красноставі стояли австрійські війська, військовий комендант наказав зірвати мідну бляху з бані церкви св. Параскеви, а дерев'яні частини церкви були вжиті на опалення. Мури церкви стали без опіки і зрештою продано їх в 1819 р. на аукціоні повітовому лікарю.
У 1717 р. при церкві св. Трійці існував монастир, заснований Андрієм Ціхановським. Церква св. Трійці в 1811 р. згоріла. Це стало дуже важкою подією, адже в цьому районі українські церкви майже не переходили за Буг. Поза цією церквою в Красноставі на західному березі Бугу існувала ще церква в Стужиці (польська назва Stezyca Nadwieprzanska), яка церква прийняла на себе обслугу вірних з містечка.

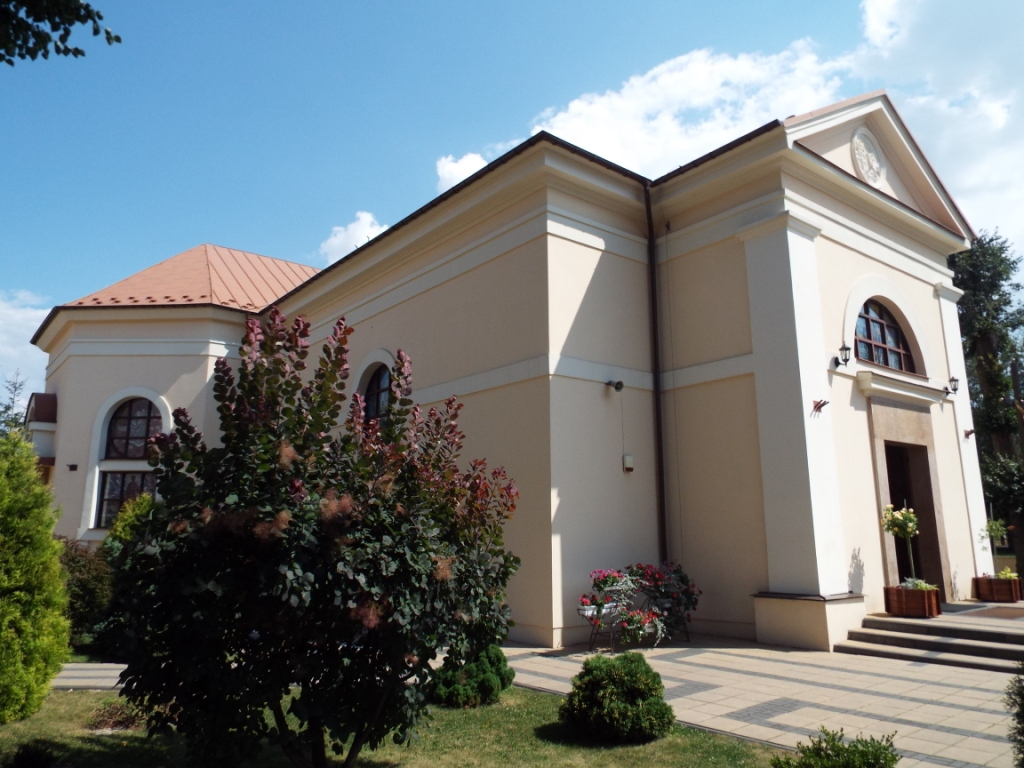
Колишня православна церква Різдва Богородиці, 1871 р. Красностав. Наразі католицький костел. 2017 р.

Врятований вистрій церкви св. Трійці передано до костелу августіанів. Тут же після переведення греко-католиків під юрисдикцію церкви в Стенжиці щонеділі відбувалася служба. Так продовжувалося поки росіяни в 1823 р. не зайняли будівлі кляштору під кошари. Наразі його будівлі збереглися над р. Вепрем.
Після поділу Польщі Красностав належав до володінь Габсбурґів (1795–1804), Австрійської імперії (1804—1807), Варшавського герцогства (1807–1812) і Польського королівства (1812–1832), пізніше входив безпосередньо до складу Російської імперії.
Неподалік від міста 19 березня 1863 р. росіяни стратили одного з ватажків повстання 1863 р. — українця-уніата лікаря з Дубенки Миколу Нечая. Наразі тут (поблизу вул. Нечая) на місці страти встановлено пам'ятник. З періоду русифікації походить церква Різдва пр. Богородиці 1871 р.(наразі костел) в Красноставі.
На вулиці Польського Червоного хреста (PCK), 2 знаходиться стара будівля гімназії Красноставу. 14 листопада 1939 року в Красноставі створено Український Повітовий Комітет під керівництвом лікаря С. Кулматицького. 4 лютого 1941 року у місті відбувся з'їзд Українського Освітнього Товариства, за участю 31 делегатів. Під час німецької окупації 1939—1944 рр. німці в різний спосіб загострювали міжнаціональний конфлікт. Вони підкреслювали різницю між українцями та поляками. Українські вихованці гімназії в Красноставі, зокрема родини Кульчицьких (греко-католики) Ярослав та Леон-Володимир пробували повернути українцям колишню церкву св.  Трійці (яку поляки змінили на костел). Проте їм почали загрожувати польські шовіністичні збройні формування. Під загрозою з цього боку Кульчицькі мусили переїхати до Львова.
Кінець українській меншині Красностава принесла радянська окупація 1944 р. Пам'яткою того часу є монастир єзуїтів, де містилася в'язниця УБ.

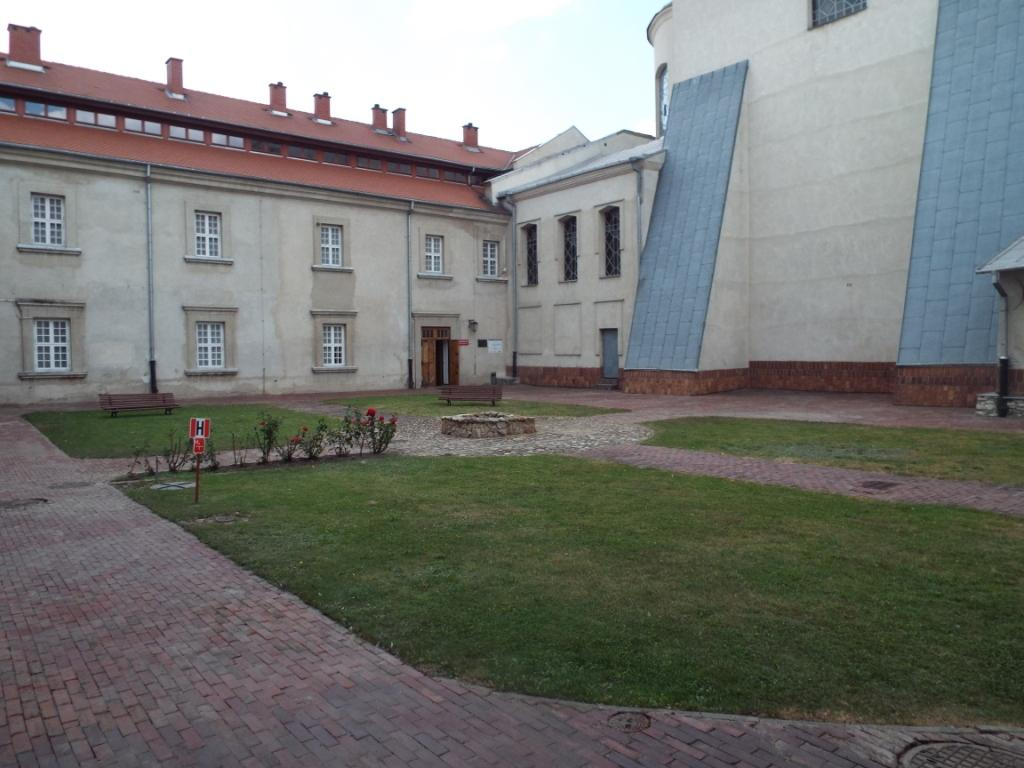
Красностав — монастир єзуїтів, де містилася в'язниця УБ

## Пам'ятки історії та архітектури та меморіальні місця
- Городище Щекарів — розташовувалося на південний схід від закінчення вул. Коловорот на місці сучасних садово-дачних ділянок[7].
- Красниставський замок XIV ст. (канцлер Ян Саріуш Замойський сприяв перебудові на резиденцію). Не зберігся. Знаходився між комплексом монастиря августіанів та р. Вепрь, приблизно на місці суч. стадіону та амфітеатру над річкою. Зображений на малюнках З. Вогля.[8].

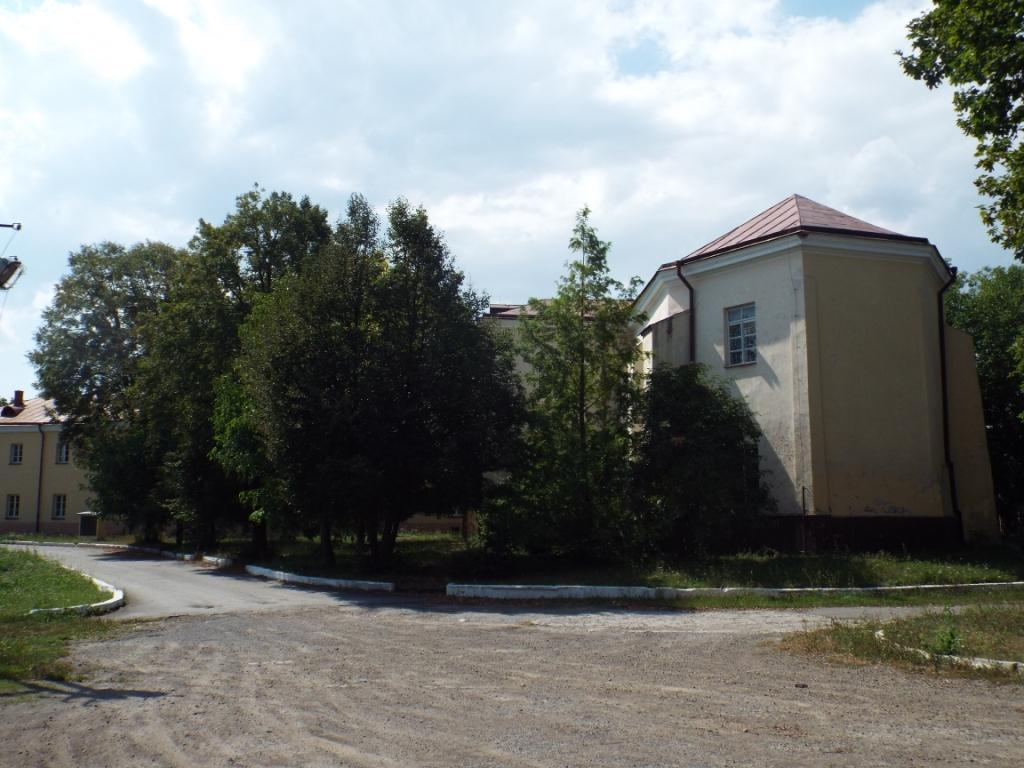
Комплекс колишнього монастиря августіанів в Красноставі. 2017 р.

- Комплекс колишнього монастиря августіанів в Красноставі. 2017 р.Костел єзуїтів, нині костел святого Франциска Ксаверія (пол. Kościół św. Franciszka Ksawerego w Krasnymstawie, давніше катедра Холмської дієцезії) — місце поховання Мефодія Терлецького — холмського греко-католицького єпископа[8].
- Комплекс колишнього монастиря августіанців — сюди було передано врятований образ святої Параскеви та вистрій з церкви св. Параскеви, яка згоріла в 1811 р[8].
- Рештки мурів міста XVII ст., які пам'ятають штурм міста козаками Б. Хмельницького[8]
- В Красноставі влаштовано шлях з об'єктами пов'язаними з життям та діяльностю З. Пісарського  - ксьондза, який був замордований 30 січня 1943 р. німцями в Гдешині Грубешівського повіту з те, що не хотів видати українця, який забрав йому ключи від костела. Той про кого питали німці — Максим Калищук, знаходився в зігнаному німцями натовпі. Сам ксьондз похваний на цвинтарі в Гдешині. На його могилі складають вінки, як українці, так і поляки[10].

## Відомі люди
- Нечай Микола — українець-лікар з с. Дубенка, ватажок загонів уніатів у повстанні 1863 р. (Січневого повстанні) на Холмщині. Похований у місті.
- Стасевич Олександр Юхимович — український військовий діяч, підполковник Армії УНР, викладач.
- Каспер Нєсєцкі (Несецький) — польський релігійний, науковий (історик, генеалог, геральдист) та освітній діяч; викладав у місцевому колегіумі єзуїтів.
- Міхал Потоцький — волинський воєвода, красноставський та сокальський староста, звинувачував Каспера Нєсєцкого в «плебейськості», помилках, подав позов на вченого до суду в Красноставі (?!).
- Зигмунд Пісарський — ксьондз який був замордований 30 січня 1943 р. німцями в Гдешині (Грубешівський повіт) за те що не хотів видати українця, який забрав ключи від костела. Той про кого питали німці — Максим Калищук, знаходився в зігнаному німцями натовпі.

### Красноставські старости
- Миколай Пілецький — белзький воєвода, каштелян перемиський, дружина — Маґдалена Ярославська.[13]
- Вінцентій з Шамотул (†1528) — староста львівський у 1496 р.[14]
- Анджей Тенчиньскі — староста теребовлянський
- Ян Тенчиньскі — кузин попереднього, руський воєвода[15]
- Зиґмунт Кердей — 3-й чоловік доньки Ян з Сенна і Олеська Дороти[16]
- Яків Собеський — батько короля Яна III

## Демографія
Демографічна структура станом на 31 березня 2011 року:
|          | Загалом | Допрацездатний вік | Працездатний вік | Постпрацездатний вік |
| -------- | ------- | ------------------ | ---------------- | -------------------- |
| Чоловіки | 9405    | 1787               | 6644             | 974                  |
| Жінки    | 10287   | 1652               | 6204             | 2431                 |
| Разом    | 19692   | 3439               | 12848            | 3405                 |

## Галерея

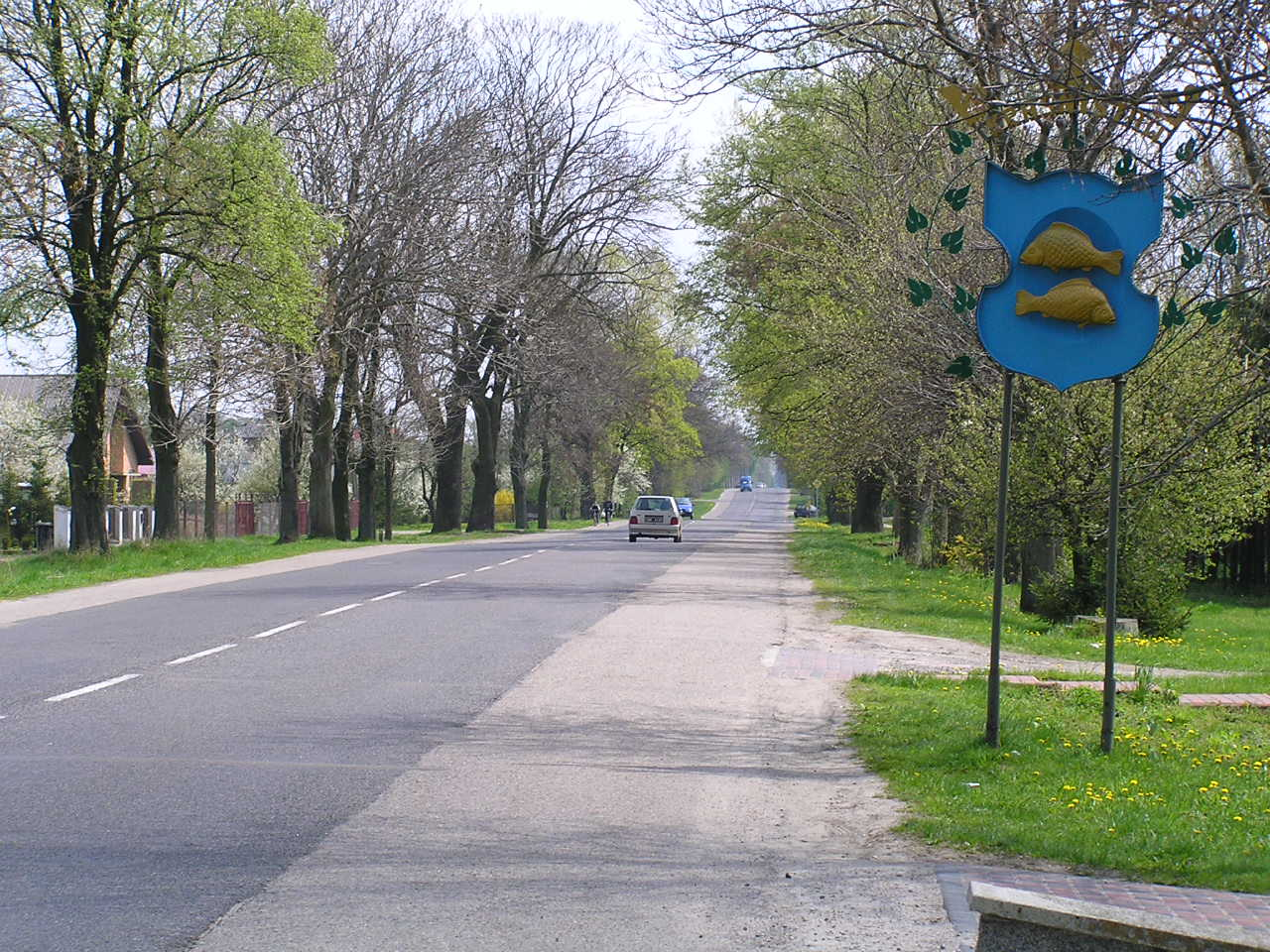
Герб міста на в'їзді до Красноставу.
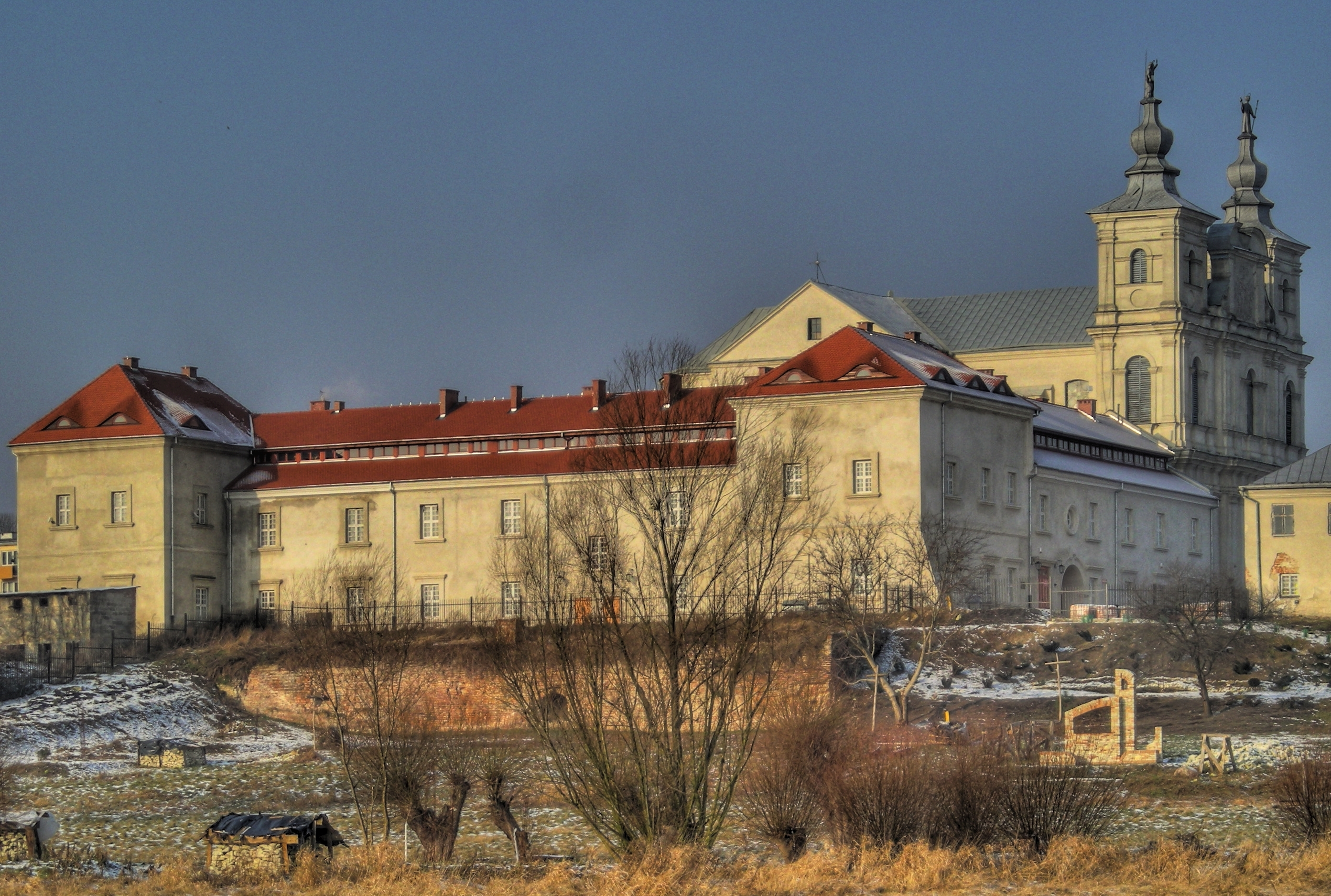
Краєзнавчий музей — колишня єзуїтська колегія.
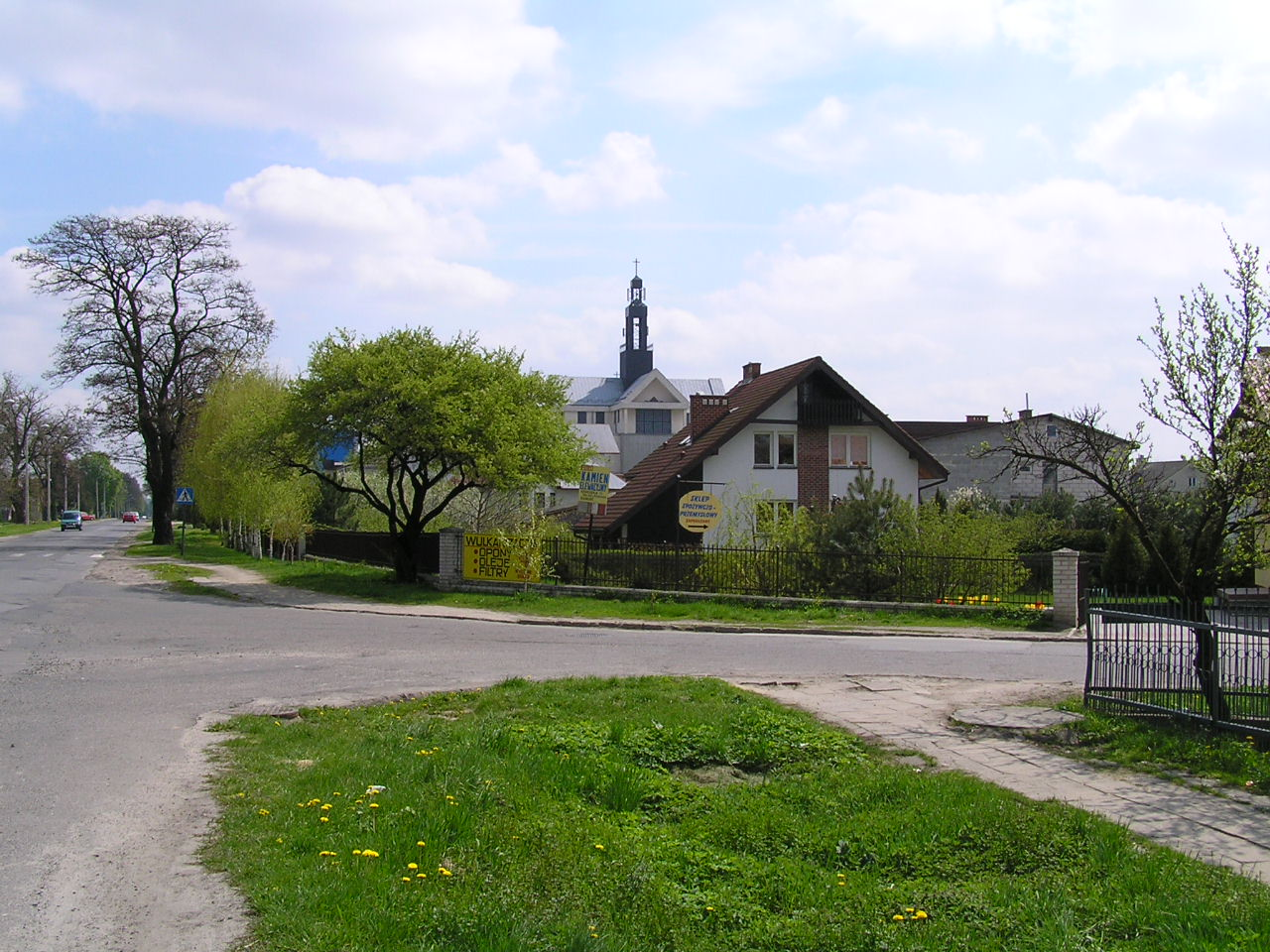
Передмістя Красноставу.
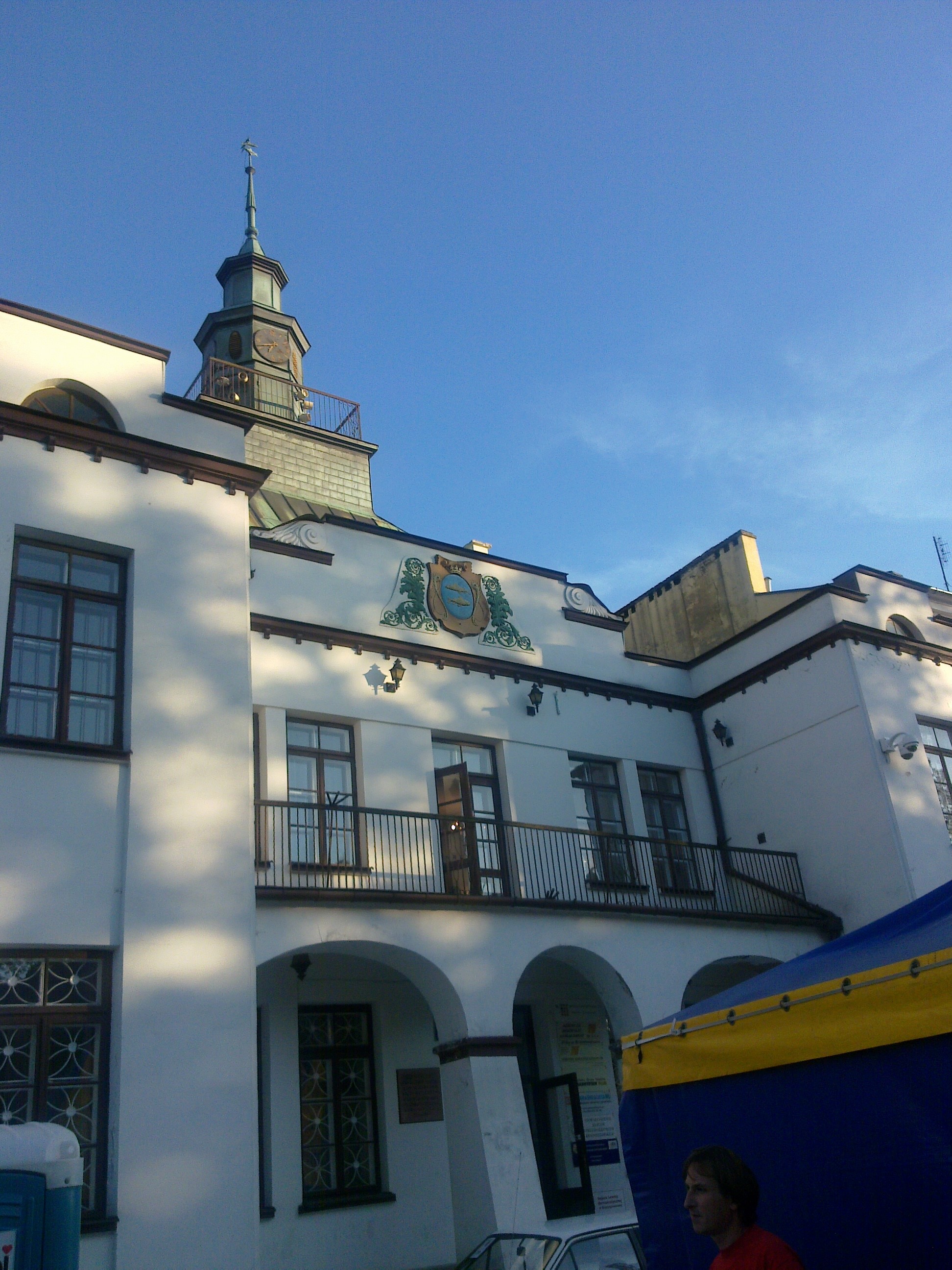
Ратуша у Красноставі.